# Виборчий округ 132
Виборчий округ 132 — виборчий округ в Миколаївській області. В сучасному вигляді був утворений 28 квітня 2012 постановою ЦВК №82 (до цього моменту існувала інша система виборчих округів). Окружна виборча комісія цього округу розташовується в будинку культури і техніки "Фрегат" за адресою м. Первомайськ, вул. Корабельна, 30а.
До складу округу входять місто Первомайськ, а також Арбузинський, Братський, Врадіївський, Кривоозерський і Первомайський райони. Виборчий округ 132 межує з округом 137 і округом 101 на північному заході, з округом 100 на півночі, на північному сході і на сході, з округом 131 на південному сході і на півдні та з округом 138 на південному заході і на заході. Виборчий округ №132 складається з виборчих дільниць під номерами 480001-480027, 480130-480132, 480134, 480136-480158, 480222-480244, 480377-480406, 480553-480593 та 480674-480709.

## Народні депутати від округу
| Ім'я                           | Фото | Партія               | Скликання | Дата набуття повноважень | Дата припинення повноважень |
| ------------------------------ | ---- | -------------------- | --------- | ------------------------ | --------------------------- |
| Травянко Віталій Іванович      |      | Партія регіонів      | 7-ме      | 12 грудня 2012           | 1 січня 2014                |
| Круглов Микола Петрович        |      | Партія регіонів      | 7-ме      | 15 січня 2014            | 27 листопада 2014           |
| Корнацький Аркадій Олексійович |      | Блок Петра Порошенка | 8-ме      | 27 листопада 2014        | 29 серпня 2019              |
| Дирдін Максим Євгенович        |      | Слуга народу         | 9-те      | 29 серпня 2019           |                             |

## Результати виборів

### Парламентські

#### 2019
Кандидати-мажоритарники:
- Дирдін Максим Євгенович (Слуга народу)
- Корнацький Аркадій Олексійович (самовисування)
- Головчанський Андрій Всеволодович (Опозиційна платформа — За життя)
- Підберезняк Вадим Іванович (самовисування)
- Глушко Тимур Вікторович (Батьківщина)
- Кукуруза Олександр Вячеславович (Сила і честь)
- Кушнір Олександр Валентинович (самовисування)
- Білоус Ярослава Валеріївна (Європейська Солідарність)
- Сабліна Наталія Володимирівна (Сила людей)
- Медведчук Михайло Анатолійович (Свобода)
- Островський Ян Олегович (самовисування)
- Волошин Сергій Сергійович (Правий сектор)
- Гапонов Віталій Олегович (самовисування)

#### 2014
Кандидати-мажоритарники:
- Корнацький Аркадій Олексійович (Блок Петра Порошенка)
- Капацина Василь Миколайович (самовисування)
- Соколов Михайло Володимирович (Батьківщина)
- Камінський Віталій Віталійович (Народний фронт)
- Васильєв Володимир Анатолійович (Правий сектор)
- Найда Олег Володимирович (самовисування)
- Шевченко Ілля Володимирович (Ліберальна партія України)
- Туманик Андрій Анатолійович (Радикальна партія)
- Карпенко Олександр Олександрович (Нова політика)
- Кісель Юрій Іванович (самовисування)

#### 2012
Кандидати-мажоритарники:
- Круглов Микола Петрович (самовисування)
- Корнацький Аркадій Олексійович (Батьківщина)
- Романюк Анатолій Сергійович (Комуністична партія України)
- Радецький Руслан Станіславович (самовисування)
- Найда Олег Володимирович (Радикальна партія)
- Косоротова Євгенія Іванівна (самовисування)
- Кривенко Юрій Олександрович (Родіна)
- Артеменков Ілля Іванович (самовисування)
- Влащенко Олександр Володимирович (Руський блок)
- Завтура Максим Павлович (самовисування)
- Шиманський Володимир Петрович (самовисування)

## Явка
Явка виборців на окрузі: